# Rinorea marginata
Rinorea marginata är en violväxtart som först beskrevs av José Jéronimo Triana och Planchon, och fick sitt nu gällande namn av Henry Hurd Rusby och J. R. Johnston. Rinorea marginata ingår i släktet Rinorea och familjen violväxter. Inga underarter finns listade i Catalogue of Life.